# Marakuja
Marakuja (znanstveno ime Passiflora edulis) je vrsta trte iz družine pasijonkovk. Izhaja iz Paragvaja, Brazilije in severne Argentine  (iz provinc Corrientes in Misiones). Kultivirajo jo v toplih območjih, kjer ni nevarnosti snega, na veliko pa jo gojijo v Indiji, Šrilanki, Novi Zelandiji, na Karibih, Braziliji, Boliviji, Ekvadorju, Indoneziji, Peruju, Kaliforniji, Floridi, Haitiju, Argentini, Avstraliji, Vzhodni Afriki, Mehiki, Izraelu, Kostariki, Južni Afriki in na Portugalskem (Azori in Madeira). 
Plod je okrogel oziroma ovalen. Ko dozori, je rumene ali temno vijolične barve, ima mehko oziroma nekoliko bolj trdno notranjost, ki vsebuje veliko semen. Sadež se lahko poje ali se iz njega iztisne sok, ki ga pogosto dodajajo drugim sadežem za izboljšanje arome.
Obstajata dva tipa sadeža, ki se med seboj razlikujeta po zunanjem zgledu: svetlo rumena vrsta pasijonke, poznana tudi pod imenom zlata pasijonka, ki lahko zraste do velikosti grenivke (ima mehko, gladko, lahko in zračno lupino) in temno vijoličast sadež pasijonke (manjši od limone in manj kisel od rumenega, a ima močnejšo aromo in okus).
V Kolumbiji vijolični pasijonki rečejo tudi "gulupa", da jo laže razlikujejo od rumene.